# 茨木憲
茨木 憲（いばらき ただし、1912年10月2日 - 1998年1月22日）は、日本の演劇評論家。

## 生涯
沖縄県出身。本名・佐久川恵輝（さくかわ よしてる）。東京外国語学校中退。1934年から1949年まで東京都交通局に勤務。
戦時中から演劇評論を始め、舞台芸術学院講師を務めた。1959年から1963年まで岸田国士戯曲賞選考委員、1967年紀伊国屋演劇賞選考委員を務めた。

## 著書
- 昭和の新劇 淡路書房 1956
- 土方与志 ある先駆者の生涯 尾崎宏次共著 筑摩書房 1961
- 日本新劇小史 未來社 1966（てすぴす叢書）
- ドラマの季節 青雲書房 1971
- 鮫どんとキジムナー 沖縄の昔話 平凡社 1971
- 沖縄の伝説（日本の伝説 2） 大城立裕、星雅彦共著 角川書店 1976
- ものがたり・戦後演劇 近代文芸社 1991.9